# ロート・レープ
ロート・レープ (Root Leeb, 1955年8月15日 - ) は、ドイツの作家、画家、イラストレーターである。自身の作品だけでなく他の作家の作品のための画も描いており、特にラフィク・シャミの本や、ジョン・ストレレキーの本のドイツ語版の挿絵と装丁で知られている。

## 経歴
ロート・レープは1965年まで、ヴュルツブルク近郊のファイツヘーヒハイムで育ち、その後レーゲンスブルクの寄宿学校で5年間過ごした。1974年にミュンヘンでアビトゥーアを取得し、その後ミュンヘンでドイツ学と哲学 (修士) を、次に社会教育学 (学士) を学んだ。
卒業後に2年間、インゴルシュタットの外国人のためのドイツ語学校で働き、その後ミュンヘンで6年間、路面電車の運転手を務めた。この時期の経験は1994年の彼女の最初の自伝的作品に反映され、小説『市電運転手ロベルタ・ラウプの手記と冒険』となった。
ロート・レープは1991年にラフィク・シャミと結婚した。夫婦はラインラント＝プファルツ州に住み、1992年に生まれた息子は、作家のエミール・ファデルである。

## 作品 (抜粋)
小説と物語
- Tramfrau. Aufzeichnungen und Abenteuer der Straßenbahnfahrerin Roberta Laub. Erweiterte Neuausgabe, Ars Vivendi, Cadolzburg 2003, ISBN 3-89716-383-7 (Erstausgabe: eFeF/Edition Ebersbach, Dortmund 1994, ISBN 3-905493-66-7)
- Mittwoch Frauensauna. Roman. dtv, München 2003, ISBN 3-423-20653-5 (Originalausgabe: Ars Vivendi, Cadolzburg 2001, ISBN 3-89716-238-5)
- Hero. Impressionen einer Familie, Roman. dtv, München 2014, ISBN 978-3-423-21523-7 (Originalausgabe: Ars Vivendi, Cadolzburg 2012, ISBN 978-3-86913-175-7)
- Die dicke Dame und andere kurze Geschichten. Ars Vivendi, Cadolzburg 2013, ISBN 978-3-86913-268-6
- Don Quijotes Schwester. Ars Vivendi, Cadolzburg 2015, ISBN 978-3-86913-573-1
- Gespräche auf dem Meeresgrund. Verlag Freies Geistesleben, Stuttgart 2022, ISBN 978-3-7725-3035-7

絵本
- Mein Morgenfahrgast war ein Rabe, Verlag Thomas Reche, Passau 1997, ISBN 3-929566-15-X

児童書
- Das ist Trippel. Bildergeschichten zum Erzählen. dtv-Junior, München 1994, ISBN 3-423-70342-3